# 馬丁 (佛羅里達州)
馬丁（英語：Martin）是位於美國佛羅里達州馬里昂縣的一個非建制地區。該地的面積和人口皆未知。

## 地理
馬丁的座標為29°17′37″N 82°11′26″W / 29.29361°N 82.19056°W，而該地的平均海拔高度為26米（即85英尺）。